# منطابيات
مِنْطابيات أو ضخمات الجلد أو خفافيش الشبح أو خفافيش مصاصة الدماء الكاذبة (الاسم العلمي: Megadermatidae)، فصيلة من الخفافيش التي تنتشر من وسط أفريقيا، ونحو الشرق من خلال جنوب آسيا حتى أستراليا. وهي عبارة عن خفافيش كبيرة نسبياً، تتراوح من 6.5 سم إلى 14 سم في طول الرأس والجسم. قوتها الحشرات واللافقاريات الصغيرة.